# Центр искусств и творчества Банфа
Центр иску́сств и тво́рчества Ба́нфа (англ. Banff Centre for Arts and Creativity, также Банфский центр, англ. Banff Centre) — учреждение дополнительного образования и культурный центр в Банфе (Альберта, Канада). Основан в 1933 году как Банфская школа изящных искусств при Альбертском университете по гранту Фонда Карнеги, с 1966 года аффилирован с университетом Калгари, в 1978 году получил автономию как отделение Банфского центра дополнительного образования. С 1989 года носит название Центра искусств Банфа, с 2016 года — Центра искусств и творчества Банфа. Курсы театральных художественных руководителей в Центре действуют с года основания, с 1935 года работают программы для литераторов и художников, с 1936 года — мастер-классы фортепиано, с 1937 года — программа хоровой музыки, с 1949 года — отделение вокала и оперы, с 1951 года — программа струнных инструментов, с 1974 года — джазовый семинар. Комплекс располагает многочисленными концертными и театральными залами, коллекцией произведений изобразительного искусства. С 1971 года — место проведения ежегодного Банфского фестиваля искусств, с 1983 года — Банффского международного конкурса струнных квартетов.

## История
Центр открылся в 1933 году в Банфе как экспериментальная театральная школа, после того как Фонд Карнеги выделил Альбертскому университету грант в размере 30 тысяч долларов на развитие программ дополнительного образования в области искусств. Первоначально программа Банфского центра предназначалась для руководителей местных театральных трупп, однако уже в 1935 году были добавлены курсы для живописцев и беллетристов, а на следующий год — мастер-классы фортепиано под руководством Вигго Киля.
Дональд Камерон, возглавлявший в 1935—1936 годах систему филиалов Альбертского университета, в 1936 году был назначен также директором Банфской школы изящных искусств, занимал эту должность до 1969 года и сыграл ключевую роль в получении школой статуса постоянного учебного заведения. В 1947 году школа переехала на новое постоянное место на горе Таннел-Маунтин в национальном парке Банф, где располагается до настоящего времени. В 1966 году формальный контроль над программой был передан от Альбертского университета Университету Калгари. В её финансировании участвуют правительство Альберты, Совет Канады, частные и государственные фонды; ещё одним источником финансирования стали доходы от входящего в комплекс школы конференц-центра.
После курсов фортепиано в школе уже в 1937 году открылась программа преподавания хоровой музыки. Отделение вокала и оперы начало работу в 1949 году, и начиная с 1952 года оперная труппа Банфской школы после окончания каждого учебного года проводила гастроли по Альберте. Курсы струнных инструментов начали работу в 1951 году. С 1974 года при Банфском центре действует джазовый семинар, в 1980-е годы бывший ведущей программой Канады в этой области на послешкольном уровне и привлекавший к работе специалистов из-за рубежа. В 1997 году начали работу библиотека и архив имени П. Д. Флека, в 2003 году — Банфская международная исследовательская станция по математическим новациям и развитию. В 1972 году произошло разделение программ школы на круглогодичную программу изобразительных искусств и летнюю программу исполнительских искусств. В 1979 году впервые введена зимняя программа для музыкантов, а в 1981 году — для музыкального театра и электронных выразительных средств.
В 1970 году решением правительства Альберты Банфская школа изящных искусств переименована в Банфский центр дополнительного образования. Одно из его структурных подразделений сохранило название школы искусств, но в его состав также вошли школа менеджмента и отделение конференций. В 1989 году школа искусств переименована в Центр искусств Банфа (школа менеджмента и отделение конференций — в Центр менеджмента и Центр конференций соответственно). В 2016 году Центр искусств был переименован в Центр искусств и творчества Банфа.
К 1950 году выступления студентов программ Банфской школы искусств стали частью ежегодного летнего фестиваля, проходящего в этом городе. С 1971 года продолжительность Банфского фестиваля искусств составляла неделю. с 1974 года — две недели, а в 1991 году он уже продолжался с июня по август. В рамках фестиваля 1991 года прошли свыше 130 представлений при участии более чем 800 исполнителей. В 1983 году частью празднований, приуроченных к 50-летию Банфской школы, стал международный конкурс струнных квартетов. В дальнейшем это соревнование стало проходить на регулярной основе. Банфский центр также был местом проведения Международного симпозиума искусств в 1985 году и 9-го двухгодичного Канадского фестиваля молодёжных оркестров.

## Статус
Банфский центр остаётся учреждением дополнительного образования, не имеющим права присваивать академические степени своим выпускникам. В то же время его курсы дают право на академические кредиты в ряде вузов.
С начала 1990-х годов в комплекс Банфского центра входили театр имени Эрика Харви вместимостью 1000 зрительских мест и театр имени Маргарет Гринхэм вместимостью 250 мест. Комплекс включает также концертно-театральные залы имени Бориса Рубакина и Макса Белла, телевизионную и две звукозаписывающих студии и художественную галерею имени Уолтера Филлипса на более чем 800 произведений изобразительного искусства. В коллекции библиотеки центра в начале XXI века насчитывалось более 21 тысячи книг, 1300 художественных альбомов, 27 тысяч диапозитивов, более 9000 нотных сборников, 7000 аудио-, около 600 видео- и 4000 архивных записей.

## Руководство
Пост руководителя Банфской школы изящных искусств, а затем Центра искусств Банфа занимали:
- Нед Корбетт (до 1936);
- Дональд Камерон[англ.] (1936—1969);
- Дон Бекер (1969—1970);
- Дэвид Лейтон (1970—1982);
- Пол Флек (1982—1992);
- Грэм Макдональд (1993—2001);
- Мэри Хофстеттер (2001—2011);
- Джефф Мелансон (2012—2014)[3];
- Дженис Прайс (с 2015).

Среди руководителей различных программ центра в разные годы:
- отделение вокала и оперы — Колин Грэм[англ.] (1985—1991);
- танец, опера, вокал и музыкальный театр — Джон Меткалф (1987—1990);
- джазовый семинар — Дейв Холланд (1982—1989). Стив Коулмен[англ.];
- зимняя программа — Роберт Эйткен (1984—1988).